# 諾拉萬克體育會
諾拉萬克體育會（英語：Noravank Sport Club） 是一家位於亞美尼亞瓦約茨佐爾州瓦伊克的已解散的職業足球會。

## 歷史
諾拉萬克體育會成立於2020年，同年參加亞美尼亞甲組足球聯賽並取得季軍，升上亞美尼亞足球超級聯賽。
2021–22賽季，球會奪得亞美尼亞盃冠軍，並在超級聯賽取得第7名。賽季結束後，球會宣佈解散。

## 球會榮譽
- 亞美尼亞甲組足球聯賽

 季軍： (1)  2020–21
- 亞美尼亞盃

 冠軍： (1)  2021–22